# Стародавні породи собак
Стародавні породи собак — список із 14 порід собак, аналіз ДНК яких показав найменшу відмінність їх генотипу від дикого вовка (дослідження 2004 року) , що означає, що ці породи склалися одними з перших і з тих пір мало змінилися. Ареал виникнення цих собак широкий — Сибір, Аляска, Китай, Тибет та Африка.
Дослідники узяли ДНК 85 порід собак, переважна більшість яких була зареєстрована AKC (близько п'яти представників від кожної породи). Аналізувалися генетичні маркери (Мікросателіти та Однонуклеотидний поліморфізм), і на основі їх породи було розділено на 4 кластери, найдавнішим з яких є № 1, що включив 14 порід (див. нижче).
Експеримент приніс низку сюрпризів, зокрема, кілька порід виявилися не настільки стародавніми, як про них звикли думати (Норвезький елкгаунд, фарао-гаунд, Івицький хорт).

## 14 найдавніших порід
| Іл. | Назва                | Регіон виникнення                       | Приблизна дата             |
| --- | -------------------- | --------------------------------------- | -------------------------- |
|     | Акіта                | Японія                                  | 17 ст.                     |
|     | Аляскинський маламут | Аляска                                  |                            |
|     | Афганський хорт      | Афганістан                              | 1926                       |
|     | Басенджі             | Конго                                   | 1-2 тис. до н. е.          |
|     | Лхаса-апсо           | Тибет                                   | близько 1200               |
|     | Пекінез              | Китай                                   | 2000 років тому            |
|     | Салукі               | Родючий півмісяць                       | 3500 до н.е.               |
|     | Самоїд               | Сибір (територія сучасної недо держави) | 1 тис. до н.е.             |
|     | Шиба                 | Японія                                  | 3 ст. до н.е.              |
|     | Сибірський хаскі     | Росія                                   |                            |
|     | Тибетський тер'єр    | Тибет                                   | В Європі 30-ти роки 20 ст. |
|     | Чау-чау              | Монголія, Китай                         | 4000 р. до н. е.           |
|     | Шар-пей              | Китай                                   | 206-220 р. до н. е.        |
|     | Ши-цу                | Тибет, Китай                            | 17 ст.                     |

## Інші кластери

### Кластер № 2
Кластер № 2 демонструє наступний щабель віддалення від дикого вовка, включає породи типу мастифа .
| Іл. | Назва                                | Регіон виникнення          | Приблизна дата   |
| --- | ------------------------------------ | -------------------------- | ---------------- |
|     | Бернський гірський собака            | Швейцарія                  | 1910             |
|     | Боксер                               | Німеччина                  | 1850             |
|     | Бульдоґ                              | Велика Британія            | XVII ст.         |
|     | Бульмастиф                           | Велика Британія            | 1924             |
|     | Французький бульдог                  | Франція                    | середина 19 ст.  |
|     | Німецький вівчар                     | Німеччина                  | Кінець 19 ст.    |
|     | Чорний херес                         | Словаччина                 | 1981             |
|     | Великий швейцарський гірський собака | Швейцарія                  | кінець 19 ст.    |
|     | Лабрадор-ретривер                    | Канада (Ньюфаундленд)      | 1814             |
|     | Мастиф                               | Велика Британія            | 1883             |
|     | Мініатюрний бультер'єр               | Велика Британія            | 1862             |
|     | Ньюфаундленд                         | Канада                     | приблизно 15 ст. |
|     | Німецький шпіц                       | Німеччина                  | 1896             |
|     | Дого-канаріо                         | Канарські острови, Іспанія | 19 ст.           |
|     | Ротвейлер                            | Німеччина                  | середина 18 ст.  |

### Кластер №3
Кластер № 3 — вівчарки
| Іл. | Назва                            | Регіон виникнення | Приблизна дата       |
| --- | -------------------------------- | ----------------- | -------------------- |
|     | Бельгійський вівчар (Ґрюнендаль) | Бельгія           | 1891                 |
|     | Бельгійський вівчар (Тервюрен)   | Бельгія           | 19 ст.               |
|     | Російський мисливський хорт      | Росія             | 1888                 |
|     | Колі довгошерстий                | Шотландія, Англія | 19 ст.               |
|     | Ґрейгаунд                        | Велика Британія   | VI століття до н. е. |
|     | Паґ, (мопс)                      | Китай             |                      |
|     | Сенбернар                        | Швейцарія         | середина XVII ст.    |
|     | Шетландський вівчар              | Велика Британія   |                      |

### Кластер №4
Кластер № 4 — сучасні собаки мисливського типу (в основному, виведені в Європі з 1800-х років)
| Іл. | Назва                                   | Регіон виникнення           | Приблизна дата                 |
| --- | --------------------------------------- | --------------------------- | ------------------------------ |
|     | Ердельтер'єр                            | Велика Британія             |                                |
|     | Австралійський вівчар                   | США                         | 19 ст.                         |
|     | Австралійський тер'єр                   | Австралія                   | 1888                           |
|     | Американський кокер-спанієль            | США                         |                                |
|     | Американський голий тер'єр              | США                         | 1972                           |
|     | Американський водяний спанієль          | США                         |                                |
|     | Американський пітбультер'єр             | США                         |                                |
|     | Басет-гаунд                             | Велика Британія             |                                |
|     | Біґль                                   | Велика Британія             |                                |
|     | Бедлінгтонтер'єр                        | Велика Британія             | 1800                           |
|     | Бішон фрізе                             | Бельгія - Франція           |                                |
|     | Бладгаунд                               | Бельгія                     | початок XVII ст.               |
|     | Бордер-колі                             | Велика Британія             |                                |
|     | Кернтер'єр                              | Велика Британія             | 1912                           |
|     | Кавалер-кінґ-чарльз-спанієль            | Велика Британія             |                                |
|     | Чесапік бей ретривер                    | США                         | 1800                           |
|     | Чивава                                  | Мексика                     |                                |
|     | Кламбер спанієль                        | Велика Британія             |                                |
|     | Даксхунд                                | Німеччина                   | 16 ст.                         |
|     | Доберман                                | Німеччина                   | 1949                           |
|     | Англійський кокер-спанієль              | Велика Британія             | 19 ст.                         |
|     | Прямошерстий ретривер                   | Велика Британія             | 19 ст.                         |
|     | Німецький короткошерстий лягавий собака | Німеччина                   | початок 19 ст.                 |
|     | Великий шнауцер                         | Німеччина                   |                                |
|     | Ґолден -ретривер                        | Велика Британія             | 1913                           |
|     | Великий данець                          | Німеччина                   | 1880                           |
|     | Поденко-ібісенко                        | Стародавній Єгипет, Іспанія | 2000 до н.е                    |
|     | Ірландський червоний сетер              | Ірландія                    | 1876                           |
|     | Ірландський тер'єр                      | Ірландія                    | 1870                           |
|     | Італійський хорт                        | Італія                      |                                |
|     | Німецький вольфшпіц                     | Німеччина                   |                                |
|     | Керрі-блю-тер'єр                        | Ірландія                    | 19 ст.                         |
|     | Комондор                                | Угорщина                    | кінець 19 ст.                  |
|     | Кувас                                   | Угорщина                    |                                |
|     | Манчестертер'єр                         | Велика Британія             |                                |
|     | Мініатюрний шнауцер                     | Німеччина                   | 1888                           |
|     | Норвезький елкгаунд                     | Норвегія                    | 1877                           |
|     | Староанглійський вівчар                 | Велика Британія             | 1888                           |
|     | Фарао-гаунд                             | Мальта                      |                                |
|     | Англійський пойнтер                     | Велика Британія             |                                |
|     | Португальський водяний собака           | Португалія                  |                                |
|     | Родезійський ріджбек                    | ПАР - Зімбабве              |                                |
|     | Шиперке                                 | Бельгія                     | 1880                           |
|     | Ірландський софт-коатед-вітен-тер'єр    | Ірландія                    |                                |
|     | Пудель                                  | Франція                     | 16 ст.                         |
|     | Шнауцер                                 | Німеччина                   | 1879                           |
|     | Вельш-спринґер-спанієль                 | Велика Британія             | 16 ст., порода визнана 1902 р. |
|     | Вест-хайленд-вайт-тер'єр                | Велика Британія             | 19 ст.                         |
|     | Випет                                   | Велика Британія             | 19 ст.                         |

Споріднені зв'язки і «вік» породи, розкриті генетичним аналізом, в деяких випадках не збігалися з «офіційної» історією породи. Як додатковий аспект дослідження з'ясувалося, що 6 пар порід є найближчими родичами (Аляскинський маламут та сибірський хаскі;  колі та шетландський вівчар; ґрейгаунд та випет; бернський гірський собака та великий швейцарський гірський собака; бульмастиф та мастиф).